# Seznam medailistů na letních olympijských hrách ve skokanských disciplínách – zaniklé disciplíny
Stránka uvádí přehled medailistů na letních olympijských hrách, kteří získali cenný kov v některé z atletických skokanských disciplín, jež byly z olympijského programu v minulosti vyřazeny.

## Medailisté
| Rok  | Disciplína            | Zlato                    | Výkon vítěze | Stříbro                                | Bronz                    |
| ---- | --------------------- | ------------------------ | ------------ | -------------------------------------- | ------------------------ |
| 1900 | skok do dálky z místa | Ray Ewry                 | 330 cm       | Irving Baxter                          | Emile Torcheboeuf        |
| 1900 | trojskok z místa      | Ray Ewry                 | 10,58 m      | Irving Baxter                          | Robert Garrett           |
| 1900 | skok do výšky z místa | Ray Ewry                 | 165 cm       | Irving Baxter                          | Lewis Sheldon            |
| 1904 | skok do dálky z místa | Ray Ewry                 | 347 cm       | Charles King                           | John Biller              |
| 1904 | trojskok z místa      | Ray Ewry                 | 10,54 m      | Charles King                           | Joseph Stadler           |
| 1904 | skok do výšky z místa | Ray Ewry                 | 160 cm       | Joseph Stadler                         | Lawson Robertson         |
| 1908 | skok do dálky z místa | Ray Ewry                 | 333 cm       | Konstantinos Tsiklitiras               | Martin Sheridan          |
| 1908 | skok do výšky z místa | Ray Ewry                 | 157 cm       | Konstantinos Tsiklitiras a John Biller |                          |
| 1912 | skok do dálky z místa | Konstantinos Tsiklitiras | 337 cm       | Platt Adams                            | Benjamin Adams           |
| 1912 | skok do výšky z místa | Platt Adams              | 163 cm       | Benjamin Adams                         | Konstantinos Tsiklitiras |